# Bergen Street (stacja metra na Eastern Parkway Line)
Bergen Street – stacja metra nowojorskiego, na linii 2, 3 i 4. Znajduje się w dzielnicy Brooklyn, w Nowym Jorku i zlokalizowana jest pomiędzy stacjami Atlantic Avenue i Grand Army Plaza. Została otwarta 23 sierpnia 1920.